# Gabriele Cimini
Gabriele Cimini, né le 9 juin 1994 à Pise, est un épéiste italien.

## Carrière
Il débute l'escrime en 2004. Il est inscrit dans le club sportif de l'Esercito et est droitier.
Son maître d'armes est Sandro Cuomo.
Il est médaillé de bronze en épée par équipes aux Jeux européens de 2015 à Bakou avec Marco Fichera, Andrea Santarelli et Gabriele Bino (es).
Après avoir été éliminé en quarts de finale en individuel par le futur champion d'Europe Yannick Borel, il remporte la médaille de bronze par équipes lors des Championnats d'Europe d'escrime 2018 à Novi Sad.
Il remporte la médaille de bronze en épée par équipes aux Jeux européens de 2023 à Cracovie, qui font office de Championnats d'Europe pour les épreuves par équipes.

## Palmarès
- Championnats du monde :
  -  Médaille d'or par équipes aux championnats du monde 2023 à Milan
  -  Médaille d'argent par équipes aux championnats du monde 2022 au Caire

- Championnats d'Europe :
  -  Médaille d'or par équipes aux championnats d'Europe 2022 à Antalya
  -  Médaille d'argent par équipes aux championnats d'Europe 2024 à Bâle
  -  Médaille de bronze par équipes aux championnats d'Europe 2018 à Novi Sad

- Jeux européens :
  -  Médaille de bronze par équipes aux Jeux européens 2015 à Bakou
  -  Médaille de bronze par équipes aux Jeux européens 2023 à Cracovie